# Doddabetta
Doddabetta je s nadmořskou výškou 2637 metrů nejvyšší hora jihoindického pohoří Nílgiri v indickém státě Tamilnádu. V jejím okolí jsou další vrcholy s nadmořskou výškou přes 2000 metrů (Kolaribetta: 2630 m, Hecuba: 2375 m, Kadadadu: 2418 m, Kulkudi: 2439 m).

## Poloha
Doddabetta se nachází přibližně 9 km jihovýchodně od Udagamandalamu, známého jako Oota, bývalé britské Hill Station , která je dnes - zejména v letních měsících - oblíbenou indickou turistickou destinací. Oota je nejlépe dosažitelná horskou železnicí Nílgiri, která je od roku 1999 spolu s dalšími horskými železnicemi v Indii světovým dědictvím UNESCO. Z železniční stanice vedou na Doddabettu turistické stezky a jezdí tam také taxíky a motorizované rikši.

## Popis
Původně zalesněná vrcholová náhorní plošina Doddabetta je částečně uměle zploštěná, vydlážděná a zdobená květinovými záhony. Jsou zde četné čajovny a stánky se suvenýry. Jasný výhled na okolní krajinu převládá jen několik dní v roce a většinou v časných ranních hodinách; jinak zakrývají výhled oblačné mraky nebo mírný opar či mlha.